# Cratere Piscopia
Piscopia  è un cratere sulla superficie di Venere. Prende il nome dall'erudita veneziana Elena Lucrezia Corner Piscopia (1646-1684).